# Caligo dionysos
Caligo dionysos är en fjärilsart som beskrevs av Hans Fruhstorfer 1912. Caligo dionysos ingår i släktet Caligo och familjen praktfjärilar. Inga underarter finns listade i Catalogue of Life.